# Herrarnas dubbelsculler i rodd vid olympiska sommarspelen 1984
Herrarnas dubbelsculler i rodd vid olympiska sommarspelen 1984 avgjordes mellan den 30 juli och 5 augusti 1984.

## Medaljörer
| Gren          | Guld                                   | Silver                                   | Brons                                   |
| Dubbelsculler | Brad Alan Lewis och Paul Enquist (USA) | Pierre-Marie Deloof och Dirk Crois (BEL) | Zoran Pančić och Milorad Stanulov (YUG) |

## Resultat

### Final
| Placering | Roddare                                | Land         | Tid     |
| --------- | -------------------------------------- | ------------ | ------- |
| 1         | Brad Alan Lewis och Paul Enquist       | USA          | 6:36,87 |
| 2         | Pierre-Marie Deloof och Dirk Crois     | Belgien      | 6:38,19 |
| 3         | Zoran Pančić och Milorad Stanulov      | Jugoslavien  | 6:39,59 |
| 4         | Andreas Schmelz och Georg Agrikola     | Västtyskland | 6:40,41 |
| 5         | Francesco Esposito och Ruggero Verroca | Italien      | 6:44,29 |
| 6         | Tim Storm och Peter MacGowan           | Kanada       | 6:46,68 |